# Palpita hololeuca
Palpita hololeuca là một loài bướm đêm trong họ Crambidae.